# Coral Buttsworth
Coral Annabell Buttsworth (née McInnes le 7 juin 1900 à Taree et décédée le 20 décembre 1985 à Hazelbrook, Nouvelle-Galles du Sud) est une joueuse de tennis australienne de l'entre-deux-guerres. 
Très rapide sur le court et adepte de l'amorti, elle a remporté les Internationaux d'Australie en 1931 (simple) et 1932 (simple et double dames).

## Palmarès (partiel)

### Titres en simple dames
| No | Date       | Nom et lieu du tournoi             | Catégorie | Surface      | Finaliste             | Score         |          |
| -- | ---------- | ---------------------------------- | --------- | ------------ | --------------------- | ------------- | -------- |
| 1  | 27/02/1931 | Australian Championships, Sydney   | G. Chelem | Gazon (ext.) | Marjorie Cox Crawford | 1-6, 6-3, 6-4 | Parcours |
| 2  | 08/02/1932 | Australian Championships, Adélaïde | G. Chelem | Gazon (ext.) | Kathleen Le Messurier | 9-7, 6-4      | Parcours |

### Finale en simple dames
| No | Date       | Nom et lieu du tournoi              | Catégorie | Surface      | Vainqueure    | Score    |          |
| -- | ---------- | ----------------------------------- | --------- | ------------ | ------------- | -------- | -------- |
| 1  | 21/01/1933 | Australian Championships, Melbourne | G. Chelem | Gazon (ext.) | Joan Hartigan | 6-4, 6-3 | Parcours |

### Titre en double dames
| No | Date       | Nom et lieu du tournoi            | Catégorie | Surface      | Partenaire            | Finalistes                           | Score    |          |
| -- | ---------- | --------------------------------- | --------- | ------------ | --------------------- | ------------------------------------ | -------- | -------- |
| 1  | 08/02/1932 | Australian Championships Adélaïde | G. Chelem | Gazon (ext.) | Marjorie Cox Crawford | Kathleen Le Messurier Dorothy Weston | 6-2, 6-2 | Parcours |

## Parcours en Grand Chelem (partiel)
Si l’expression « Grand Chelem » désigne classiquement les quatre tournois les plus importants de l’histoire du tennis, elle n'est utilisée pour la première fois qu'en 1933, et n'acquiert la plénitude de son sens que peu à peu à partir des années 1950.

### En simple dames
| Année | Championnat d'Australasie Championnat d'Australie | Championnat d'Australasie Championnat d'Australie | Internationaux de France | Internationaux de France | Wimbledon | Wimbledon | US National | US National |
| ----- | ------------------------------------------------- | ------------------------------------------------- | ------------------------ | ------------------------ | --------- | --------- | ----------- | ----------- |
| 1925  | 1er tour (1/16)                                   | Mackie                                            | -                        | -                        | -         | -         | -           | -           |
| 1928  | 2e tour (1/8)                                     | Meryl O'Hara                                      | -                        | -                        | -         | -         | -           | -           |
| 1931  | Victoire                                          | Marjorie Cox                                      | -                        | -                        | -         | -         | -           | -           |
| 1932  | Victoire                                          | K. Le Mesurier                                    | -                        | -                        | -         | -         | -           | -           |
| 1933  | Finale                                            | Joan Hartigan                                     | -                        | -                        | -         | -         | -           | -           |

À droite du résultat, l’ultime adversaire.

### En double dames
| Année | Championnat d'Australasie Championnat d'Australie | Championnat d'Australasie Championnat d'Australie | Internationaux de France | Internationaux de France | Wimbledon | Wimbledon | US National | US National |
| ----- | ------------------------------------------------- | ------------------------------------------------- | ------------------------ | ------------------------ | --------- | --------- | ----------- | ----------- |
| 1925  | 2e tour (1/8) P. O'Connor                         | F. Harper M. Holt                                 | -                        | -                        | -         | -         | -           | -           |
| 1928  | 1/4 de finale M. Molesworth                       | D. Akhurst Esna Boyd                              | -                        | -                        | -         | -         | -           | -           |
| 1931  | 2e tour (1/8) Nell Hall                           | Marjorie Cox Sylvia Lance                         | -                        | -                        | -         | -         | -           | -           |
| 1932  | Victoire Marjorie Cox                             | K. Le Mesurier D. Weston                          | -                        | -                        | -         | -         | -           | -           |
| 1933  | 1/4 de finale Marjorie Cox                        | Joan Hartigan M. Gladman                          | -                        | -                        | -         | -         | -           | -           |

Sous le résultat, la partenaire ; à droite, l’ultime équipe adverse.

### En double mixte
| Année | Championnat d'Australie | Championnat d'Australie    | Internationaux de France | Internationaux de France | Wimbledon | Wimbledon | US National | US National |
| 1932  | 1/2 finale C. Donohue   | Marjorie Cox Jack Crawford | -                        | -                        | -         | -         | -           | -           |

Sous le résultat, le partenaire ; à droite, l’ultime équipe adverse.